# Wang Yan (Südliche Qi-Dynastie)
Wang Yan (chinesisch 王琰 / 王琰, Pinyin Wáng Yǎn, W.-G. Wang Yen; ca. 454? bis 520?) war ein chinesischer Gelehrter zur Zeit der Südlichen Qi-Dynastie (479–502).

## Leben
Wang stammte aus Taiyuan (太原, in der heutigen Provinz Shanxi). Er ist bekannt für seine Geschichtensammlung „Berichte aus dem dunklen Bereich“ 冥祥記 / 冥祥记,  Míngxiáng jì,  Ming-hsiang chi.